# 奥东河畔埃皮奈
奥东河畔埃皮奈（法語：Épinay-sur-Odon，法語發音：[epinɛ syʁ ɔdɔ̃] ⓘ）是法国卡尔瓦多斯省的一个市镇，属于卡昂区。

## 地理
奥东河畔埃皮奈（49°4'35"N, 0°37'16"W）面积11.58 平方千米，位于法国诺曼底大区卡爾瓦多斯省，该省份为法国西北部沿海省份，北濒大西洋英吉利海峡，东北与滨海塞纳省以海上边界相接，东临厄尔省，南至奧恩省，西与芒什省接壤。
与奥东河畔埃皮奈接壤的市镇（或旧市镇、城区）包括：阿容河畔朗德、隆维莱尔、迈松塞勒佩尔韦、勒梅尼勒欧格兰、奥东河畔帕尔富吕、维莱博卡日、瓦勒达里。

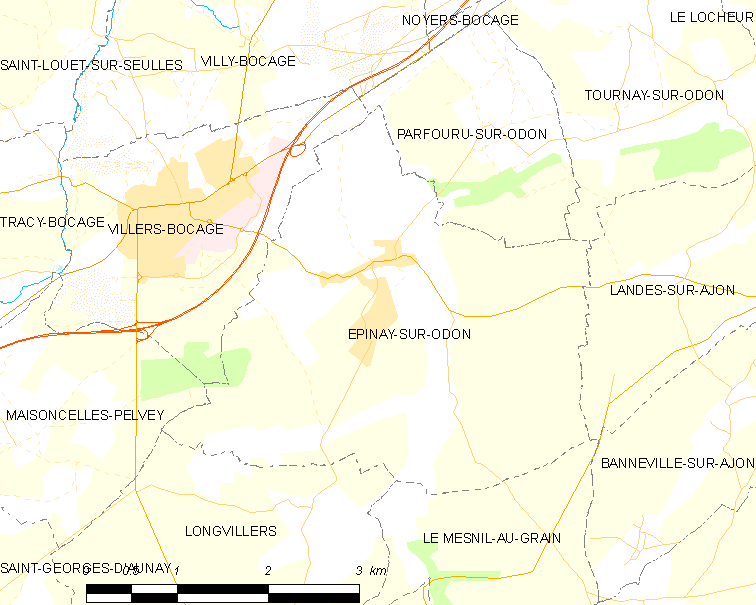
奥东河畔埃皮奈的OSM定位图

奥东河畔埃皮奈的时区为UTC+01:00、UTC+02:00（夏令时）。

## 行政
奥东河畔埃皮奈的邮政编码为14310，INSEE市镇编码为14241。

## 政治
奥东河畔埃皮奈所属的省级选区为莱蒙多奈县。

## 人口

1962-2008年间奥东河畔埃皮奈人口变化图示

奥东河畔埃皮奈于2022年1月1日时的人口数量为629人。